# Chiesa di Palazzo Nunziante
La chiesa di Palazzo Nunziante è una delle chiese di interesse storico-artistico di Napoli; è sita nelle immediate vicinanze di piazza dei Martiri, nel quartiere Chiaia.

## Storia e descrizione
La chiesa venne realizzata nel 1855, insieme al palazzo, da Errico Alvino su commissione di Alessandro Nunziante.
La facciata è caratterizzata da un rosone posto al di sopra del portale d'accesso e da una bifora in alto.
L'interno è caratterizzato da un'opera pittorica di Domenico Morelli e decorazioni di Paolo Vetri in stile bizantino; inoltre, è presente una scultura di Antonio Busciolano.
Nella sacrestia è collocata una grande tela di Paolo De Matteis, originariamente realizzata per la Chiesa di Santa Maria a Cappella Nuova, demolita per ordine di Gioacchino Murat nel 1811.
La chiesa non è aperta al pubblico.

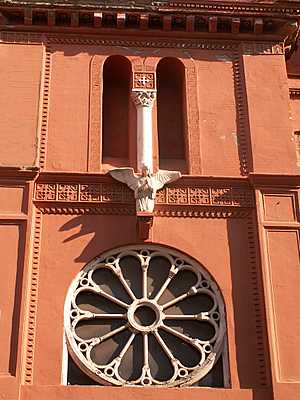
Particolare